# Atractus indistinctus
Atractus indistinctus är en ormart som beskrevs av Prado 1940. Atractus indistinctus ingår i släktet Atractus och familjen snokar. Inga underarter finns listade.
Arten förekommer i departementet Norte de Santander i östra Colombia. Hoor lägger ägg.